# Habrobracon labrator
Habrobracon labrator är en stekelart som först beskrevs av Julius Theodor Christian Ratzeburg 1844.  I den svenska databasen Dyntaxa används istället namnet Bracon labrator. Enligt Catalogue of Life ingår Habrobracon labrator i släktet Habrobracon och familjen bracksteklar, men enligt Dyntaxa är tillhörigheten istället släktet Bracon och familjen bracksteklar. Arten är reproducerande i Sverige. Inga underarter finns listade i Catalogue of Life.